# Uraganul Katrina

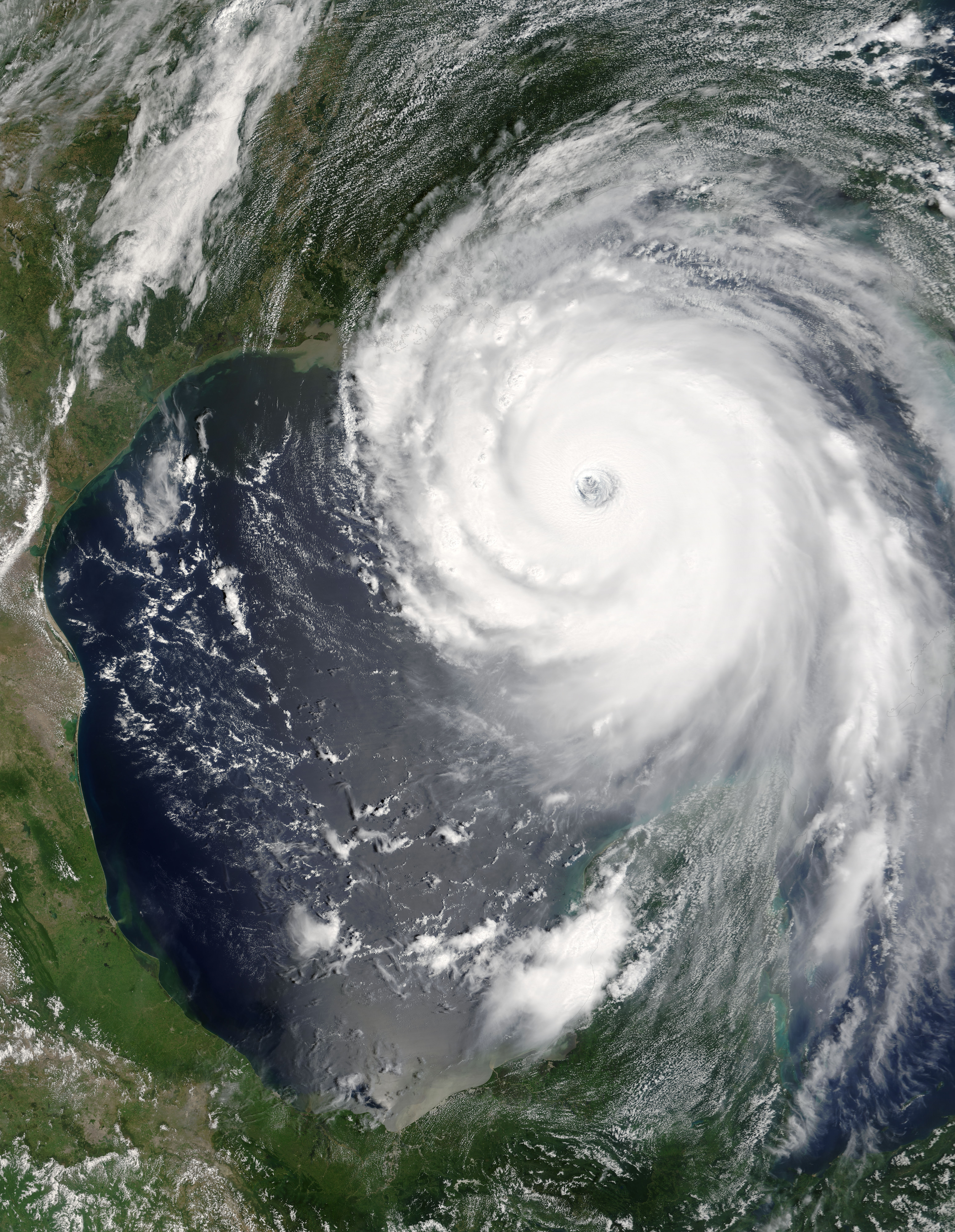
Imagine NASA a uraganului Katrina în data de 28 august 2005, aproape de momentul maxim al intensităţii sale

Uraganul Katrina a fost un uragan care s-a format pe 23 august 2005, în timpul sezonului de uragane din Atlantic din acel an și care a cauzat distrugeri masive în Statele Unite ale Americii, pe coasta Golfului Mexic. Majoritatea pagubelor materiale și a pierderilor de vieți omenești au fost localizate în orașul New Orleans, care a fost inundat după ce sistemul de diguri din zonă a cedat; în unele cazuri, la mult timp după ce furtuna avansase deja spre continent.
Alte distrugeri au avut loc în statele Mississippi și Alabama, la distanțe de până la 160 km de centrul furtunii.
S-a format deasupra Insulelor Bahamas pe 23 august 2005 și a traversat sudul Floridei cu o putere moderată, doar de categoria I pe scara Saffir-Simpson, cauzând câteva pierderi de vieți omenești și inundații, după care a căpătat putere brusc, deasupra Golfului Mexic și devenind unul dintre cele mai puternice uragane înregistrate vreodată pe mare. Furtuna a slăbit înainte de a sosi a doua și a treia oară la țărm, atingând categoria 3 pe scara Saffir-Simpson în dimineața zilei de 29 august în sud-estul statului Louisiana, respectiv la limita dintre statele Louisiana și Mississippi.
Furtuna a cauzat numeroase pagube de-a lungul coastei, devastând orașele Waveland, Bay St. Louis, Pass Christian, Long Beach, Gulfport, Biloxi, Ocean Springs și Pascagoula din statul Mississippi. În Louisiana, sistemul de protecție contra inundațiilor a cedat în peste 50 de locuri. Aproape toate digurile din dreptul orașului New Orleans s-au spart când Uraganul Katrina a trecut pe la estul orașului, inundând 80% din suprafața orașului și multe din regiunile învecinate timp de mai multe săptămâni.
Cel puțin 1 836 de persoane și-au pierdut viața din cauza Uraganului Katrina și a inundațiilor care au urmat, acesta fiind cel mai mortal uragan din SUA de după Uraganul Okeechobee din 1928. Pagubele materiale produse de Katrina sunt estimate la 81,2 miliarde de dolari americani  (la nivelul anului 2005), cele mai mari pagube produse de un uragan din istoria Statelor Unite. Eșecul catastrofal al sistemului de protecție al orașului New Orleans a declanșat anchete imediate în cadrul Corpului de Geniu al Armatei SUA, deoarece această instituție are responsabilitatea, prin mandat al Congresului, de a proiecta și construi sistemele de protecție.

## Impact
| Alabama                | 2      |
| Florida                | 14     |
| Georgia                | 2      |
| Kentucky               | 1      |
| Louisiana              | 1,577* |
| Mississippi            | 238    |
| Ohio                   | 2      |
| Total                  | 1,836  |
| Dispăruți              | 135    |
| *Inclusiv cei evacuați |        |

Uraganul Katrina a omorât 1836 persoane, iar alte 135 au fost date dispărute.